# 胡耀宇
胡 耀宇（こ ようう、フ・ヤオユイ〈拼音: Hú Yàoyǔ〉、 1982年1月18日 - ）は、中国の囲碁棋士。上海市出身、中国囲棋協会所属、八段。LG杯世界棋王戦準優勝、リコー杯囲棋戦優勝など。古力らとともに6小虎組の一人。

## 経歴
6歳で囲碁を覚え、12歳で国家囲棋少年隊に入る。同年世界青少年囲碁選手権大会に優勝。1993年初段。1995年全国青少年囲棋選手権戦B組優勝、1997年同大会A組優勝。1998年に全国個人戦で5位入賞。1999年に新人王戦で優勝。2001年にCCTV杯優勝。2002年七段昇段。三星火災杯では2003年（第7回、8回）と連続でベスト4入り、同年の農心杯で5人抜きするなど、国際棋戦で好成績を残す。2005年八段昇段。2007年、LG杯世界棋王戦決勝で、周俊勲に2-1で敗れ準優勝。同年リコー杯決勝で常昊を破って優勝。2009年結婚。
2012年BCカード杯世界囲碁選手権でベスト4進出。2011、14年リコー杯でベスト4。2013年Mlily夢百合杯世界囲碁オープン戦でベスト16。
甲級リーグ戦では上海チームに所属。中国棋士ランキングでは、2006年に古力、孔傑に次ぐ3位。

### タイトル歴
- 新人王戦 1999年
- CCTV杯中国囲棋電視快棋戦 2001年
- 永達杯王中王戦 2004年
- リコー杯囲棋戦 2007年
- 威浮房開杯棋王戦 2007年

### その他の棋歴
国際棋戦
- LG杯世界棋王戦 準優勝 2007年、ベスト4 2008年
- 三星火災杯世界オープン戦 ベスト4 2003年(第7回)、2003年(第8回)、2006年
- 春蘭杯世界囲碁選手権戦 ベスト4 2005年
- BCカード杯世界囲碁選手権 ベスト4 2012年

- 中韓新人王対抗戦 1999年 0-2 金萬樹
- 農心辛ラーメン杯世界囲碁最強戦
  - 2003年 5-1（○小林光一、○金承俊、○加藤正夫、○曺薫鉉、○依田紀基、×李昌鎬）
  - 2004年 0-1（×元晟溱）
  - 2008年 0-1（×睦鎮碩）
- CSK杯囲碁アジア対抗戦
  - 2005年 2-1（×結城聡、○王銘琬、○金成龍）

国内棋戦
- 楽百氏杯囲棋戦 挑戦者 2001年
- 新人王戦 準優勝 2003年
- 全国体育大会 準優勝 2006年
- 全国智力運動会 2011年男子個人戦2位
- 全国囲棋個人戦 3位 2005年、5位 1998年、2002年
- 中国囲棋甲級リーグ戦
  - 1999年（上海時代巨盛）6-1
  - 2000年（上海時代巨盛）14-7
  - 2001年（上海移動通信）15-3
  - 2002年（上海移動通信）12-5
  - 2003年（上海移動通信）16-2
  - 2004年（上海移動通信）17-5
  - 2005年（上海移動通信）14-7
  - 2006年（上海移動通信）13-9
  - 2007年（中国移動上海）14-7
  - 2008年（中国移動上海）14-8
  - 2009年（中国異動上海）14-7
  - 2010年（中国異動上海）14-8
  - 2011年（中国異動上海）12-10
  - 2012年（中国異動上海）10-11
  - 2013年（中国異動上海）11-11
  - 2014年（中国異動上海）10-12